# Zincovoltaïta
La zincovoltaïta és un mineral de la classe dels sulfats que pertany al grup de la voltaïta. El seu nom fa referència al fet que és l'anàleg mineral amb zinc de la voltaïta.

## Característiques
La zincovoltaïta és un sulfat de fórmula química K₂Zn₅Fe³⁺₃Al(SO₄)₁₂(H₂O)₁₈. Cristal·litza en el sistema isomètric. Els cristalls mostren {111}, {100}, {110}, {211} i mesuren fins a 2 mm, apareixen en agregats granulars i filons irregulars. La seva duresa a l'escala de Mohs és 3.
Segons la classificació de Nickel-Strunz, la zincovoltaïta pertany a «07.C - Sulfats (selenats, etc.) sense anions addicionals, amb H₂O, amb cations de mida mitjana i grans» juntament amb els següents minerals: krausita, tamarugita, kalinita, mendozita, lonecreekita, alum-(K), alum-(Na), tschermigita, lanmuchangita, voltaïta, pertlikita, amoniomagnesiovoltaïta, kröhnkita, ferrinatrita, goldichita, löweïta, blödita, nickelblödita, changoïta, zincblödita, leonita, mereiterita, boussingaultita, cianocroïta, mohrita, nickelboussingaultita, picromerita, polihalita, leightonita, amarillita, konyaïta i wattevil·lita.

## Formació i jaciments
La zincovoltaïta es forma a la zona d'oxidació d'un dipòsit de sulfurs de Zn-Pb-Fe, format en un clima àrid. Va ser descoberta a la mina Xitieshan, a Da Qaidam (Qinghai, República Popular de la Xina) associada amb altres minerals com: römerita, melanterita, guix, pirita i quars. Es tracta de l'únic indret on ha estat trobada aquesta espècie mineral.